# Diamerus
Diamerus är ett släkte av skalbaggar. Diamerus ingår i familjen vivlar.

## Dottertaxa tillDiamerus, i alfabetisk ordning[1]
- Diamerus ater
- Diamerus batoensis
- Diamerus brevicollis
- Diamerus caesius
- Diamerus cherenus
- Diamerus cinerascens
- Diamerus curvifer
- Diamerus dissimilis
- Diamerus eggersi
- Diamerus ericius
- Diamerus fici
- Diamerus granifer
- Diamerus granulatus
- Diamerus griseopubescens
- Diamerus hispidus
- Diamerus impar
- Diamerus imperfectus
- Diamerus inermis
- Diamerus interstitialis
- Diamerus lignivorus
- Diamerus luteus
- Diamerus mangiferae
- Diamerus matangi
- Diamerus merinjaki
- Diamerus minor
- Diamerus naganus
- Diamerus nanus
- Diamerus nigrescens
- Diamerus nigrisetosus
- Diamerus obtusus
- Diamerus opacus
- Diamerus parvus
- Diamerus pimelioides
- Diamerus propinquus
- Diamerus pulverulentus
- Diamerus puncticollis
- Diamerus ritsemae
- Diamerus striatus
- Diamerus subsulcatus
- Diamerus tuberculatus
- Diamerus variegatus